# Награды Монако
Княжество Монако — государство с монархической формой правления. Основу наградной системы княжества составляют четыре ордена, каждый из которых делится на несколько степеней. 

## Национальные ордена
| Знак | Орден                   | Основан         | Примечания                      |
| ---- | ----------------------- | --------------- | ------------------------------- |
|      | Орден Святого Карла     | 15 марта 1858   | Высшая награда Монако.          |
|      | Орден Короны            | 20 июля 1960    | Награда за гражданские заслуги. |
|      | Орден Гримальди         | 18 ноября 1954  | Награда за гражданские заслуги. |
|      | Орден культурных заслуг | 31 декабря 1952 |                                 |

## Кресты и медали
Система наград  княжества Монако также включает в себя следующие медали: 
- Медаль Почёта (фр. Médaille d’Honneur)
- Медаль Признания Красного Креста Монако (фр. Médaille de la Reconnaissance de la Croix-Rouge Monégasque)
- Аграф Исключительной службы (фр. Agrafe des Services Exceptionnels)
- Медаль Физического воспитания и спорта (фр. Médaille de l’Education Physique et des Sports)
- Медаль Донора крови (фр. Médaille du donneur de sang)
- Медаль Труда (фр. Médaille du Travail)